# Карандєєв Ростислав Володимирович
Ростислав Володимирович Карандєєв (нар. 22 червня 1972, Київ) — український політичний діяч. Депутат Київради II, III та IV скликань. З 2015 року — заступник міністра культури України. Виконувач обов'язків міністра культури та інформаційної політики України (28 липня 2023 — 4 вересня 2024).

## Життєпис

### Освіта
1988 року закінчив Київську середню школу № 30 (середня освіта). Згодом навчався у Київському національному університеті ім. Т. Шевченка, у якому 1993 року здобув спеціальність «фізика твердого тіла», а 2002 — «правознавство».
2007 року закінчив Міжрегіональну академію управління персоналом (аспірантура), де здобув вчене звання: Доктор філософії в галузі економіки.
2019 року здобув ступінь магістра в Національні академії керівних кадрів культури і мистецтв зі спеціальності менеджмент соціокультурної діяльності.

### Кар'єра
Трудову діяльність розпочав в Міжнародному центрі електронно-променевих технологій Інституту електрозварювання ім. Є. О. Патона.
З 1995 року працював в системі органів місцевого самоврядування м. Києва. З 1995 — головний спеціаліст інформаційно-аналітичного відділу, з 06.1996 — керівник пресслужби Київської міськдержадміністрації. З 08.1998 — заступник голови Харківської райдержадміністрації м. Києва. З 2001 — заступник голови Дніпровської райдержадміністрації м. Києва. Депутат Київської міської ради 2, 3 та 4 скликань. У період виборчої кампанії 1998 року делегований політичним об'єднанням «Молода Україна» на посаду міністра молоді і спорту опозиційного Кабінету міністрів Юлії Тимошенко.
З 2001 року — голова Комітету молодіжних та дитячих громадських організацій м. Києва. З 2001 року очолював політичну партію «Молода Україна», був депутатом Київради.
12.2002 — 01.2004 — начальник Головного управління з питань взаємодії з засобами масової інформації та зв'язків з громадськістю виконавчого органу Київської міської ради;
02.2004 — 01.2005 — голова Ради Фонду гуманітарних програм міста Києва;
02.2005 — 04.2005 — консультант аналітичного управління забезпечення діяльності Київського міського голови;
04.2005 — 08.2006 — начальник Головного управління по фізичній культурі та спорту Київської міської державної адміністрації;
08.2006 — 01.2007 — директор департаменту фізичної культури Міністерства України у справах сім'ї, молоді та спорту.
02.2007 — 01.2008 — радник України у справах сім'ї, молоді та спорту з питань Євро-2012.
6 лютого 2008 — 14 квітня 2010 — заступник Міністра України у справах сім'ї, молоді та спорту. Віцепрезидент Федерації вуличного баскетболу України.
05.2010 — 03.2014 — голова Ради Фонду гуманітарних програм міста Києва.
03.2014 — 05.2014 — радник Міністра культури України.
21 січня 2015 — 29 квітня 2016 — заступник Міністра культури України.
З 29 квітня 2016 по 26 лютого 2020 — заступник Міністра культури України — керівник апарату
З лютого по липень 2020 — радник Керівника Офісу Президента України.
З 15 липня 2020 — по 20 вересня 2024 року — перший заступник міністра культури та інформаційної політики України.
З 28 липня 2023 — по 4 вересня 2024 року тимчасово виконував обов'язки міністра культури України.
З квітня 2025 року — директор-художній керівник Дніпровського академічного театру опери та балету.

## Критика
Ростислава Карандєєва звинувачують у:
- захист Анатолія Сєрикова, відомого руйнацією українських культурологічних видань; відсутність вжиття Ростиславом Карандєєвим належних заходів для підтримки українських культурологічних видань[14].
- непослідовність рішення щодо звільнення Максима Тимошенка з посади в.о. ректора НМАУ через півтора місяця після призначення і за півтора місяця до очікуваного конкурсу на цю посаду[15][16].
- надмірно високу зарплатню на посаді державного секретаря Міністерства культури України — зокрема у грудні 2017 року — 111 964 гривень[17], у грудні 2018 року — 175 332 гривні[18], а в грудні 2019 року — 497 709 гривень (в чотири рази більше, ніж у міністра В. Бородянського)[19].

## Нагороди та почесні звання
- 2005 — Заслужений працівник фізичної культури і спорту України[20]
- 2006 — Державний службовець п'ятого рангу[21]
- 2008 — Державний службовець четвертого рангу[22]